# Urville-Nacqueville
Urville-Nacqueville és un municipi delegat francès al departament de la Manche (regió de Normandia). L'1 de gener de 2017 va fusionar amb el municipi nou de La Hague. L'any 2007 tenia 2.201 habitants.

## Demografia

### Població
El 2007 la població de fet d'Urville-Nacqueville era de 2.201 persones. Hi havia 847 famílies de les quals 207 eren unipersonals (108 homes vivint sols i 99 dones vivint soles), 248 parelles sense fills, 336 parelles amb fills i 56 famílies monoparentals amb fills.
La població ha evolucionat segons el següent gràfic:
Habitants censats

### Habitatges
El 2007 hi havia 1.071 habitatges, 867 eren l'habitatge principal de la família, 165 eren segones residències i 38 estaven desocupats. 988 eren cases i 56 eren apartaments. Dels 867 habitatges principals, 638 estaven ocupats pels seus propietaris, 217 estaven llogats i ocupats pels llogaters i 13 estaven cedits a títol gratuït; 50 tenien una cambra, 29 en tenien dues, 84 en tenien tres, 215 en tenien quatre i 489 en tenien cinc o més. 626 habitatges disposaven pel capbaix d'una plaça de pàrquing. A 357 habitatges hi havia un automòbil i a 470 n'hi havia dos o més.

### Piràmide de població
La piràmide de població per edats i sexe el 2009 era:
| Homes | Edats   | Dones |
| ----- | ------- | ----- |
| 0     | 95 o +  | 4     |
| 4     | 90 a 94 | 4     |
| 8     | 85 a 89 | 12    |
| 16    | 80 a 84 | 8     |
| 24    | 75 a 79 | 20    |
| 32    | 70 a 74 | 44    |
| 32    | 65 a 69 | 40    |
| 40    | 60 a 64 | 28    |
| 20    | 55 a 59 | 16    |
| 68    | 50 a 54 | 56    |
| 100   | 45 a 49 | 104   |
| 104   | 40 a 44 | 96    |
| 132   | 35 a 39 | 116   |
| 100   | 30 a 34 | 92    |
| 60    | 25 a 29 | 80    |
| 52    | 20 a 24 | 36    |
| 76    | 15 a 19 | 76    |
| 88    | 10 a 14 | 112   |
| 108   | 5 a 9   | 76    |
| 92    | 0 a 4   | 60    |

## Economia
El 2007 la població en edat de treballar era de 1.474 persones, 1.079 eren actives i 395 eren inactives. De les 1.079 persones actives 988 estaven ocupades (538 homes i 450 dones) i 91 estaven aturades (41 homes i 50 dones). De les 395 persones inactives 127 estaven jubilades, 148 estaven estudiant i 120 estaven classificades com a «altres inactius».

### Ingressos
El 2009 a Urville-Nacqueville hi havia 848 unitats fiscals que integraven 2.235,5 persones, la mediana anual d'ingressos fiscals per persona era de 21.296 €.

### Activitats econòmiques
Dels 44 establiments que hi havia el 2007, 1 era d'una empresa alimentària, 2 d'empreses de fabricació d'altres productes industrials, 5 d'empreses de construcció, 8 d'empreses de comerç i reparació d'automòbils, 2 d'empreses de transport, 5 d'empreses d'hostatgeria i restauració, 1 d'una empresa d'informació i comunicació, 1 d'una empresa financera, 6 d'empreses immobiliàries, 3 d'empreses de serveis, 8 d'entitats de l'administració pública i 2 d'empreses classificades com a «altres activitats de serveis».
Dels 9 establiments de servei als particulars que hi havia el 2009, 1 era una oficina de correu, 2 paletes, 1 lampisteria, 1 electricista, 1 perruqueria, 1 restaurant, 1 agència immobiliària i 1 saló de bellesa.
Dels 3 establiments comercials que hi havia el 2009, 1 era una botiga de menys de 120 m², 1 una fleca i 1 una joieria.
L'any 2000 a Urville-Nacqueville hi havia 19 explotacions agrícoles que ocupaven un total de 648 hectàrees.

## Equipaments sanitaris i escolars
L'únic equipament sanitari que hi havia el 2009 era una farmàcia.
El 2009 hi havia 1 escola maternal i 1 escola elemental.

## Poblacions més properes
El següent diagrama mostra les poblacions més properes.